# Résolution 133 du Conseil de sécurité des Nations unies
Membres permanents
- Chine (Taïwan)
- États-Unis
- France
- Royaume-Uni
- URSS

Membres non permanents
- Argentine
- Sri Lanka
- Équateur
- Italie
- Pologne
- Tunisie

Résolution no 132 Résolution no 134
La Résolution 133 est une résolution du Conseil de sécurité de l'ONU votée le 26 janvier 1960 concernant le Cameroun et qui recommande à l'Assemblée générale des Nations unies d'admettre ce pays comme nouveau membre.

## Contexte historique
Ancien protectorat allemand, le Cameroun a été placé sous mandat de la Société des Nations à la fin de la Première Guerre mondiale et confié à l'administration de la France et du Royaume-Uni. L'ancien territoire sous administration française accéda à l’indépendance sous l’appellation de République du Cameroun le 1er janvier 1960. Il est rejoint par une partie du territoire sous administration britannique (Cameroons), le Cameroun méridional en 1961 pour former la République fédérale du Cameroun, qui, le 20 mai 1972, fut renommée République unie du Cameroun, puis République du Cameroun depuis 1984 (issu de l'article Cameroun).
À la suite de cette résolution ce pays est admis à l'ONU le 20 septembre 1960 ,

## Texte
- Résolution 133 Sur fr.wikisource.org
- Résolution 133 Sur en.wikisource.org